# ARA Bahía Aguirre (B-2)
El ARA Bahía Aguirre (B-2) fue un buque de transporte de la Armada Argentina que sirvió entre 1950 y 1987 en la División Transportes. Fue el que más campañas antárticas realizó. Fue el segundo de una serie de tres unidades gemelas que incluían al ARA Bahía Buen Suceso y al ARA Bahía Tethis. Participó activamente de las campañas antárticas. En 1980 sufrió un accidente en el estrecho Antarctic, y fue retirado al año siguiente.

## Características
El Bahía Aguirre desplazaba 3100 toneladas normalmente y podía llegar a las 5308 t a plena carga. Tenía una eslora de 102 m, manga de 14,3 m, calado de 7,9 m y puntal de 8 m. Estaba impulsado por dos motores diésel. Alcanzaba una velocidad máxima de 14,5 nudos (26,85 km/h), pero realmente llegaba a 12,5 o 13 nudos.
Estaba inicialmente armado con dos ocho ametralladoras 12,7 mm, que fueron reemplazadas en 1958 por dos cañones de 20 mm. También tenía otras ametralladoras 12,7 mm.
No tenía hangar y solamente cargaba un helicóptero liviano Aérospatiale Alouette III o aviones de Havilland Canada DHC-2 Beaver y de Havilland Canada DHC-3 Otter.